# Delphinium cossonianum
Delphinium cossonianum är en ranunkelväxtart som beskrevs av Battand.. Delphinium cossonianum ingår i släktet storriddarsporrar, och familjen ranunkelväxter. Inga underarter finns listade i Catalogue of Life.